# St. Paul Rangers
Die St. Paul Rangers waren ein US-amerikanisches Eishockeyfranchise der Central Hockey League aus Saint Paul, Minnesota.  

## Geschichte
Die St. Paul Rangers nahmen zur Saison 1963/64 den Spielbetrieb in der neu gegründeten Central Professional Hockey League auf, in der sie das neue Farmteam der New York Rangers aus der National Hockey League wurden. In der Premierenspielzeit der Liga erreichten die St. Paul Rangers auf Anhieb das Meisterschaftsfinale, in dem sie den Omaha Knights in der Best-of-Seven-Serie mit 1:4 Siegen unterlagen. In der folgenden Spielzeit belegte die Mannschaft zunächst den ersten Platz in der regulären Saison, ehe sie in den Playoffs den Adams Cup, den Meistertitel der CPHL, gewann. Im Finale besiegten sie die Tulsa Oilers. Zur Saison 1965/66 änderte die Mannschaft ihren Namen in Minnesota Rangers. In der regulären Spielzeit wurde sie erneut Erster, schied in den Playoffs jedoch bereits in der ersten Runde aus.  
Zur Saison 1966/67 wurden die Minnesota Rangers nach Omaha, Nebraska, umgesiedelt, und änderten ihren Namen in Omaha Knights, deren Tradition sie nach einjähriger Pause fortführten. 

## Saisonstatistik
Abkürzungen: GP = Spiele, W = Siege, L = Niederlagen, T = Unentschieden, OTL = Niederlagen nach Overtime SOL = Niederlagen nach Shootout, Pts = Punkte, GF = Erzielte Tore, GA = Gegentore, PIM = Strafminuten
| Saison  | GP | W  | L  | T  | OTL | SOL | Pts | GF  | GA  | Platz    | Playoffs                       |
| 1963–64 | 72 | 38 | 30 | 4  | —   | —   | 80  | 259 | 230 | 2., CPHL | Niederlage im Finale           |
| 1964–65 | 70 | 41 | 23 | 6  | —   | —   | 88  | 281 | 223 | 1., CPHL | Adams Cup                      |
| 1965–66 | 70 | 34 | 25 | 11 | —   | —   | 79  | 229 | 197 | 1., CPHL | Niederlage in der ersten Runde |